# Campeonato FIBA Américas Sub-16 de 2025
El Campeonato FIBA Américas Sub-16 de 2025 fue la 9ª edición del torneo de baloncesto organizado por FIBA Américas más importante a nivel americano para selecciones menores de 16 años. Se disputó en la ciudad de Juárez, Chihuahua en México, del 2 al 8 de junio de 2025 y entregó cuatro plazas al Campeonato Mundial de Baloncesto Sub-17 de 2026.

## Selecciones participantes
- Norteamérica:
  -  Canadá
  -  Estados Unidos
- Centroamérica y el Caribe:
  -  México (Sede)
  -  Puerto Rico
  -  República Dominicana
- Sudamérica:
  -  Argentina
  -  Brasil
  -  Venezuela

## Primera fase
Se realizó el sorteo de los grupos el 30 de abril de 2025 en la ciudad de Miami, Florida en Estados Unidos.

### Grupo A
|   | Equipo               | Pts | J | G | P | PF  | PC  | Dif |
| - | -------------------- | --- | - | - | - | --- | --- | --- |
| 1 | Estados Unidos       | 6   | 3 | 3 | 0 | 358 | 160 | 198 |
| 2 | República Dominicana | 5   | 3 | 2 | 1 | 214 | 255 | -41 |
| 3 | Argentina            | 4   | 3 | 1 | 2 | 209 | 267 | -58 |
| 4 | México               | 3   | 3 | 0 | 3 | 170 | 269 | -99 |

| 2 de junio, 17:30 | República Dominicana                                               | 91–76                | Argentina                                                         | Juárez, Chihuahua |  |
|                   | Parciales: 14-27, 29-22, 25-16, 23-11                              |                      |                                                                   | |  |
|                   | Estadísticas Malvin Durán (27) Luis Valdez (12) Leomar Jiménez (5) | Reporte Pts Reb Asts | Estadísticas (22) Tomas Sandes (8) Ian Torres (8) Facundo Mathieu | Pabellón: Gimnasio Universitario UACJ Árbitros: Julirys Guzmán Laureano César Augusto Gonçalves Lopes Sonia Milagros Maldonado Cruz |  |

| 2 de junio, 20:00 | México                                                          | 50–123               | Estados Unidos                                                      | Juárez, Chihuahua |  |
|                   | Parciales: 13-23, 8-31, 19-35, 10-34                            |                      |                                                                     | |  |
|                   | Estadísticas Diego Licon (11) Yair Olano (5) Ocho jugadores (1) | Reporte Pts Reb Asts | Estadísticas (25) Jordan Page (11) Marcus Spears (6) Tres jugadores | Pabellón: Gimnasio Universitario UACJ Asistencia: 687 espectadores Árbitros: Nicolás Zivieri Aline García Cooper Toppings |  |

| 3 de junio, 17:30 | Estados Unidos                                                                | 111–54               | República Dominicana                                               | Juárez, Chihuahua |  |
|                   | Parciales: 32-8, 32-20, 18-13, 29-13                                          |                      |                                                                    | |  |
|                   | Estadísticas Clarence Rosser Jr. (17) Shalen Sheppard (11) Beckham Black (10) | Reporte Pts Reb Asts | Estadísticas (12) Jayden Núñez (5) Malvin Durán (3) Oscar Martínez | Pabellón: Gimnasio Universitario UACJ Asistencia: 245 espectadores Árbitros: Nicolás Zivieri Fei Xiang César Augusto Gonçalves Lopes |  |

| 3 de junio, 20:00 | Argentina                                                                     | 77–62                | México                                                             | Juárez, Chihuahua |  |
|                   | Parciales: 26-13, 20-10, 13-21, 18-8                                          |                      |                                                                    | |  |
|                   | Estadísticas Facundo Mathieu (21) Tomas Sandes (10) F. Mathieu, G. Brocal (3) | Reporte Pts Reb Asts | Estadísticas (14) Luca Balducci (10) José López (3) Santiago Ayala | Pabellón: Gimnasio Universitario UACJ Asistencia: 597 espectadores Árbitros: Julirys Guzmán Laureano Cooper Toppings Sonia Milagros Maldonado Cruz |  |

| 4 de junio, 17:30 | Argentina                                                            | 56–124               | Estados Unidos                                                          | Juárez, Chihuahua |  |
|                   | Parciales: 17-38, 23-33, 11-24, 5-29                                 |                      |                                                                         | |  |
|                   | Estadísticas Ezequiel Catalán (9) Ian Torres (7) Luciano Turrini (3) | Reporte Pts Reb Asts | Estadísticas (18) Marcus Spears (8) Anthony Williams (5) Tres jugadores | Pabellón: Gimnasio Universitario UACJ Asistencia: 287 espectadores Árbitros: Aline García Cooper Toppings César Augusto Gonçalves Lopes |  |

| 4 de junio, 20:00 | México                                                               | 68–69                | República Dominicana                                                  | Juárez, Chihuahua                                                                                               |  |
|                   | Parciales: 17-9, 24-22, 9-12, 18-26                                  |                      |                                                                       | |  |
|                   | Estadísticas Álvaro Romero (19) Álvaro Romero (15) Luca Balducci (6) | Reporte Pts Reb Asts | Estadísticas (18) Luis Valdéz (11) Brayner Pagan (5) Jostin Hernández | Pabellón: Gimnasio Universitario UACJ Árbitros: Sonia Milagros Maldonado Cruz Julirys Guzmán Laureano Fei Xiang |  |

### Grupo B
|   | Equipo      | Pts | J | G | P | PF  | PC  | Dif |
| - | ----------- | --- | - | - | - | --- | --- | --- |
| 1 | Canadá      | 6   | 3 | 3 | 0 | 271 | 216 | 55  |
| 2 | Puerto Rico | 5   | 3 | 2 | 1 | 247 | 241 | 6   |
| 3 | Venezuela   | 4   | 3 | 1 | 2 | 204 | 201 | 3   |
| 4 | Brasil      | 3   | 3 | 0 | 3 | 220 | 284 | -64 |

| 2 de junio, 12:30 | Venezuela                                                                   | 62–66                | Canadá                                                                    | Juárez, Chihuahua |  |
|                   | Parciales: 8-12, 15-16, 21-17, 18-21                                        |                      |                                                                           | |  |
|                   | Estadísticas Julio Vásquez (16) Kevin Gutiérrez (9) C. Pérez, D. Torres (3) | Reporte Pts Reb Asts | Estadísticas (24) Isaiah Hamilton (11) Isaiah Clarke (3) Kenyon St. Louis | Pabellón: Gimnasio Universitario UACJ Asistencia: 130 espectadores Árbitros: Roberto Fernández Carlos Palláres Gastón Rodríguez |  |

| 2 de junio, 15:00 | Brasil                                                           | 80–98                | Puerto Rico                                                                | Juárez, Chihuahua |  |
|                   | Parciales: 15-24, 20-25, 20-23, 25-26                            |                      |                                                                            | |  |
|                   | Estadísticas Lucas Moro (22) Luigi Borio (11) Matheus Mellim (4) | Reporte Pts Reb Asts | Estadísticas (20) Dwight Gaines (7) L. Rosado, J. Arroyo (8) Dwight Gaines | Pabellón: Gimnasio Universitario UACJ Asistencia: 89 espectadores Árbitros: Yezid Valentine Carreño Pinzón Samuel Hidalgo Luis Ángel Escobedo Silva |  |

| 3 de junio, 12:30 | Puerto Rico                                                                          | 68–67                | Venezuela                                                             | Juárez, Chihuahua |  |
|                   | Parciales: 11-16, 25-12, 12-21, 20-18                                                |                      |                                                                       | |  |
|                   | Estadísticas Dwight Gaines (23) L. Rosado, Y. Sánchez (9) J. Torres, J. Willmore (5) | Reporte Pts Reb Asts | Estadísticas (15) Santiago Gines (9) Santiago Gines (7) Deiker Torres | Pabellón: Gimnasio Universitario UACJ Asistencia: 67 espectadores Árbitros: Yezid Valentine Carreño Pinzón Iván Huck Braner Carlos Palláres |  |

| 3 de junio, 15:00 | Canadá                                                                 | 111–73               | Brasil                                                            | Juárez, Chihuahua                                                                                        |  |
|                   | Parciales: 21-21, 38-18, 27-20, 25-14                                  |                      |                                                                   | |  |
|                   | Estadísticas Isaiah Hamilton (32) Praise Badejo (10) Liam Mitakaro (5) | Reporte Pts Reb Asts | Estadísticas (12) L. Moro, L. Borio (8) Luigi Borio (5) Luca Reno | Pabellón: Gimnasio Universitario UACJ Árbitros: Roberto Fernández Aline García Luis Ángel Escobedo Silva |  |

| 4 de junio, 12:30 | Puerto Rico                                                         | 81–94                | Canadá                                                                             | Juárez, Chihuahua |  |
|                   | Parciales: 18-27, 21-22, 27-19, 15-26                               |                      |                                                                                    | |  |
|                   | Estadísticas Dwight Gaines (28) Luis Rosado (8) Jodereck Torres (5) | Reporte Pts Reb Asts | Estadísticas (20) Isaiah Hamilton (9) I. Hamilton, I. Clarke (10) Kenyon St. Louis | Pabellón: Gimnasio Universitario UACJ Asistencia: 182 espectadores Árbitros: Carlos Palláres Samuel Hidalgo Iván Huck Braner |  |

| 4 de junio, 15:00 | Venezuela                                                               | 75–67                | Brasil                                                              | Juárez, Chihuahua                                                                                                 |  |
|                   | Parciales: 22-23, 14-13, 13-10, 26-21                                   |                      |                                                                     | |  |
|                   | Estadísticas Kevin Gutiérrez (16) Julio Vásquez (9) Gregori Gavidia (5) | Reporte Pts Reb Asts | Estadísticas (20) Lucas Moro (12) Luigi Borio (4) L. Moro, L. Borio | Pabellón: Gimnasio Universitario UACJ Árbitros: Roberto Fernández Yezid Valentine Carreño Pinzón Gastón Rodríguez |  |

## Fase final

### Cuadro
|  | Quinto puesto 8 de junio | Quinto puesto 8 de junio |                      |    | Clasificación 5º-8º 7 de junio | Clasificación 5º-8º 7 de junio |                |     | Cuartos de final 6 de junio | Cuartos de final 6 de junio |           |    | Semifinales 7 de junio | Semifinales 7 de junio |  |  | Final 8 de junio | Final 8 de junio |
|  |                          |                          |                      |    |                                |                                |                |     |                             |                             |           |    |                        |                        |  |  |                  |                  |
|  |                          |                          |                      |    |                                |                                |                |     |                             |                             |           |    |                        |                        |  |  |                  |                  |
|  |                          |                          |                      |    |                                |                                |                |     |                             |                             |           |    |                        |                        |  |  |                  |                  |
|  |                          |                          |                      |    |                                |                                |                |     | Estados Unidos              | 129                         |           |    |                        |                        |  |  |                  |                  |
|  |                          |                          |                      |    |                                |                                |                |     | Estados Unidos              | 129                         |           |    |                        |                        |  |  |                  |                  |
|  |                          |                          | Brasil               | 50 |                                |                                |                |     |                             |                             |           |    |                        |                        |  |  |                  |                  |
|  |                          | Brasil                   | Brasil               | 50 | 62                             |                                |                |     |                             | Estados Unidos              | 106       |    |                        |                        |  |  |                  |                  |
|  |                          |                          |                      |    | 62                             |                                |                |     |                             | Estados Unidos              | 106       |    |                        |                        |  |  |                  |                  |
|  |                          |                          | Argentina            | 60 |                                |                                | Puerto Rico    | 68  |                             |                             |           |    |                        |                        |  |  |                  |                  |
|  | Puerto Rico              | 89                       | Argentina            | 60 |                                |                                | Puerto Rico    | 68  |                             |                             |           |    |                        |                        |  |  |                  |                  |
|  | Puerto Rico              | 89                       |                      |    |                                |                                |                |     |                             |                             |           |    |                        |                        |  |  |                  |                  |
|  |                          |                          | Argentina            | 79 |                                |                                |                |     |                             |                             |           |    |                        |                        |  |  |                  |                  |
|  | Brasil                   | 91                       | Argentina            | 79 |                                |                                | Estados Unidos | 108 |                             |                             |           |    |                        |                        |  |  |                  |                  |
|  | Brasil                   | 91                       |                      |    |                                |                                | Estados Unidos | 108 |                             |                             |           |    |                        |                        |  |  |                  |                  |
|  | República Dominicana     | 86                       |                      |    | Canadá                         | 71                             |                |     |                             |                             |           |    |                        |                        |  |  |                  |                  |
|  | República Dominicana     | 86                       | República Dominicana | 57 | Canadá                         | 71                             |                |     |                             |                             |           |    |                        |                        |  |  |                  |                  |
|  |                          |                          | República Dominicana | 57 |                                |                                |                |     |                             |                             |           |    |                        |                        |  |  |                  |                  |
|  |                          |                          | Venezuela            | 71 |                                |                                |                |     |                             |                             |           |    |                        |                        |  |  |                  |                  |
|  | Séptimo puesto           | Séptimo puesto           | Venezuela            | 71 | República Dominicana           | 79                             |                |     |                             |                             | Venezuela | 65 | Tercer puesto          | Tercer puesto          |  |  |                  |                  |
|  | Séptimo puesto           | Séptimo puesto           |                      |    | República Dominicana           | 79                             |                |     |                             |                             | Venezuela | 65 | Tercer puesto          | Tercer puesto          |  |  |                  |                  |
|  |                          |                          |                      |    | México                         | 64                             |                |     | Canadá                      | 78                          |           |    |                        |                        |  |  |                  |                  |
|  | Argentina                | 65                       | Canadá               | 96 | México                         | 64                             | Puerto Rico    | 76  | Canadá                      | 78                          |           |    |                        |                        |  |  |                  |                  |
|  | Argentina                | 65                       | Canadá               | 96 |                                |                                | Puerto Rico    | 76  |                             |                             |           |    |                        |                        |  |  |                  |                  |
|  | México                   | 85                       |                      |    | México                         | 70                             |                |     | Venezuela                   | 84                          |           |    |                        |                        |  |  |                  |                  |

#### Cuartos de final
| 6 de junio, 12:30 | Estados Unidos                                                                  | 129–50               | Brasil                                                             | Juárez, Chihuahua |  |
|                   | Parciales: 38-13, 42-13, 24-18, 25-6                                            |                      |                                                                    | |  |
|                   | Estadísticas Nasir Anderson (19) M. Spears, A. Williams (9) Nasir Anderson (10) | Reporte Pts Reb Asts | Estadísticas (14) Lucas Moro (7) Eduardo Santos (2) Tres jugadores | Pabellón: Gimnasio Universitario UACJ Asistencia: 183 espectadores Árbitros: Roberto Fernández Fei Xiang Luis Ángel Escobedo Silva |  |

| 6 de junio, 15:00 | Puerto Rico                                                               | 89–79                | Argentina                                                                | Juárez, Chihuahua |  |
|                   | Parciales: 17-10, 23-21, 29-23, 20-25                                     |                      |                                                                          | |  |
|                   | Estadísticas Dwight Gaines (20) Darell Rodríguez (12) Jodereck Torres (4) | Reporte Pts Reb Asts | Estadísticas (20) Tomas Sandes (12) Lautaro Basualdo (5) Facundo Mathieu | Pabellón: Gimnasio Universitario UACJ Asistencia: 156 espectadores Árbitros: Cooper Toppings Carlos Palláres Samuel Hidalgo |  |

| 6 de junio, 17:30 | República Dominicana                                                 | 57–71                | Venezuela                                                                  | Juárez, Chihuahua                                                                                    |  |
|                   | Parciales: 15-20, 16-9, 11-21, 15-21                                 |                      |                                                                            | |  |
|                   | Estadísticas Malvin Durán (18) Luis Valdez (11) Jostin Hernández (5) | Reporte Pts Reb Asts | Estadísticas (16) Kevin Gutiérrez (11) Kevin Gutiérrez (6) Kevin Gutiérrez | Pabellón: Gimnasio Universitario UACJ Árbitros: Julirys Guzmán Laureano Nicolás Zivieri Aline García |  |

| 6 de junio, 20:00 | Canadá                                                                     | 96–70                | México                                                                 | Juárez, Chihuahua |  |
|                   | Parciales: 35-23, 23-13, 19-17, 19-17                                      |                      |                                                                        | |  |
|                   | Estadísticas Isaiah Hamilton (27) Isaiah Hamilton (8) Kenyon St. Louis (4) | Reporte Pts Reb Asts | Estadísticas (18) Diego Licón (7) A. Romero, G. García (4) Diego Licón | Pabellón: Gimnasio Universitario UACJ Asistencia: 1,167 espectadores Árbitros: César Augusto Gonçalves Lopes Sonia Milagros Maldonado Cruz Yezid Valentine Carreño Pinzón |  |

#### 5.º al 8.º puesto
| 7 de junio, 12:30 | Brasil                                                                  | 62–60                | Argentina                                                             | Juárez, Chihuahua |  |
|                   | Parciales: 18-15, 11-19, 12-11, 12-8 (T.E.: 9-7)                        |                      |                                                                       | |  |
|                   | Estadísticas Lucas Moro (17) Fernando Varallo (20) Fernando Varallo (5) | Reporte Pts Reb Asts | Estadísticas (18) Tomas Sandes (11) Juan Dollberg (5) Facundo Mathieu | Pabellón: Gimnasio Universitario UACJ Asistencia: 98 espectadores Árbitros: Julirys Guzmán Laureano Cooper Toppings Gastón Rodríguez |  |

| 7 de junio, 15:00 | República Dominicana                                                               | 79–64                | México                                                                   | Juárez, Chihuahua |  |
|                   | Parciales: 17-26, 23-15, 22-9, 17-14                                               |                      |                                                                          | |  |
|                   | Estadísticas Naziel Hillario (16) J. Hernández, L. Valdez (7) Jostin Hernández (6) | Reporte Pts Reb Asts | Estadísticas (16) Gael García (13) Oscar González (3) D. Licón, Y. Olano | Pabellón: Gimnasio Universitario UACJ Asistencia: 574 espectadores Árbitros: Fei Xiang Sonia Milagros Maldonado Cruz Carlos Palláres |  |

#### Semifinales
| 7 de junio, 17:30 | Estados Unidos                                                            | 106–68               | Puerto Rico                                                             | Juárez, Chihuahua |  |
|                   | Parciales: 23-15, 29-18, 31-19, 23-16                                     |                      |                                                                         | |  |
|                   | Estadísticas Colton Hiller (23) Erick Dampler Jr. (10) Nasir Anderson (7) | Reporte Pts Reb Asts | Estadísticas (21) Dwight Gaines (8) Yaddiel Sánchez (4) Jeremy Willmore | Pabellón: Gimnasio Universitario UACJ Asistencia: 297 espectadores Árbitros: Roberto Fernández César Augusto Gonçalves Lopes Aline García |  |

| 7 de junio, 20:00 | Venezuela                                                                      | 65–78                | Canadá                                                               | Juárez, Chihuahua |  |
|                   | Parciales: 19-19, 16-22, 21-25, 9-12                                           |                      |                                                                      | |  |
|                   | Estadísticas Julio Vásquez (16) Kevin Gutiérrez (10) W. Anillo, G. Gavidia (5) | Reporte Pts Reb Asts | Estadísticas (18) Kenyon St. Louis (9) Noah D'Acre (7) Jordan Fisher | Pabellón: Gimnasio Universitario UACJ Asistencia: 346 espectadores Árbitros: Nicolas Zivieri Yezid Valentine Carreño Pinzón Samuel Hidalgo |  |

#### Séptimo puesto
| 8 de junio, 12:30 | Argentina                                                                  | 65–85                | México                                                            | Juárez, Chihuahua |  |
|                   | Parciales: 16-16, 12-21, 14-26, 23-22                                      |                      |                                                                   | |  |
|                   | Estadísticas Lautaro Basualdo (17) Tres jugadores (5) Facundo Mathieu (10) | Reporte Pts Reb Asts | Estadísticas (29) Diego Licón (10) Santiago Gaytán (5) Yair Olano | Pabellón: Gimnasio Universitario UACJ Asistencia: 349 espectadores Árbitros: Sonia Milagros Maldonado Cruz Yezid Valentine Carreño Pinzón Samuel Hidalgo |  |

#### Quinto puesto
| 8 de junio, 15:00 | Brasil                                                                    | 91–86                | República Dominicana                                                  | Juárez, Chihuahua |  |
|                   | Parciales: 24-17, 20-20, 20-28, 27-21                                     |                      |                                                                       | |  |
|                   | Estadísticas Matheus Mellim (23) Fernando Varallo (14) Matheus Mellim (5) | Reporte Pts Reb Asts | Estadísticas (21) Malvin Durán (8) Brayner Pagan (7) Jostin Hernández | Pabellón: Gimnasio Universitario UACJ Asistencia: 134 espectadores Árbitros: Fei Xiang Julirys Guzmán Laureano Iván Huck Braner |  |

#### Tercer puesto
| 8 de junio, 17:30 | Puerto Rico                                                                 | 76–84                | Venezuela                                                          | Juárez, Chihuahua |  |
|                   | Parciales: 12-19, 21-22, 15-23, 28-20                                       |                      |                                                                    | |  |
|                   | Estadísticas Dwight Gaines (19) Eduyn Albino (8) J. Willmore, D. Gaines (3) | Reporte Pts Reb Asts | Estadísticas (20) Julio Vásquez (7) Julio Vásquez (4) Carlos Pérez | Pabellón: Gimnasio Universitario UACJ Asistencia: 571 espectadores Árbitros: Cooper Toppings César Augusto Gonçalves Lopes Aline García |  |

#### Final
| 8 de junio, 20:00 | Estados Unidos                                                                 | 108–71               | Canadá                                                                       | Juárez, Chihuahua                                                                                 |  |
|                   | Parciales: 28-19, 32-16, 25-17, 23-19                                          |                      |                                                                              |                                                                                                   |  |
|                   | Estadísticas Clarence Rosser Jr. (16) Anthony Williams (11) Beckham Black (10) | Reporte Pts Reb Asts | Estadísticas (18) Praise Badejo (8) Jordan Fisher (3) J. Fisher, G. Kapuanya | Pabellón: Gimnasio Universitario UACJ Árbitros: Nicolás Zivieri Roberto Fernández Carlos Palláres |  |

|                                   |
| Bandera de Estados Unidos         |
| Campeón Estados Unidos 9.º título |

### Premios
| Categoría                 | Ganador                                                                            |
| ------------------------- | ---------------------------------------------------------------------------------- |
| Primer equipo             | Nasir Anderson Dwight Gaines Julio Vásquez Isaiah Hamilton Marcus Spears           |
| Segundo equipo            | Anthony Williams Kevin Gutiérrez Malvin Durán Clarence Rosser Jr. Kenyon St. Louis |
| Jugador Más Valioso (MVP) | Nasir Anderson                                                                     |

## Posiciones finales
| Rank              | Equipo               | Récord |
| ----------------- | -------------------- | ------ |
| Medalla de oro    | Estados Unidos       | 6-0    |
| Medalla de plata  | Canadá               | 5-1    |
| Medalla de bronce | Venezuela            | 3-3    |
| 4                 | Puerto Rico          | 3-3    |
| 5                 | Brasil               | 2-4    |
| 6                 | República Dominicana | 3-3    |
| 7                 | México               | 1-5    |
| 8                 | Argentina            | 1-5    |

|  | Clasificados al Campeonato Mundial de Baloncesto Sub-17 de 2026. |

## Clasificados al Campeonato Mundial Sub-17 2026[5]
| Bandera de Canadá | Bandera de Estados Unidos | Bandera de Puerto Rico | Bandera de Venezuela |
| Canadá            | Estados Unidos            | Puerto Rico            | Venezuela            |
| ----------------- | ------------------------- | ---------------------- | -------------------- |